# Metalizer
Metalizer es el tercer álbum de estudio de la banda de power metal sueca Sabaton, aunque realmente es el lanzamiento de su primer disco grabado, una reedición del álbum Fist for Fight. En la pista número cinco del disco llamada "Burn Your Crosses" la banda hace una crítica al cristianismo, un ejemplo es la frase: "¿De veras crees que alguien murió o morirá por ti? ¡De ninguna manera!". También como dato a destacar, en este disco está la única balada de Sabaton, llamada "The Hammer Has Fallen".

## Lista de canciones
| Disco 1 |                                         | |          |  |
| N.º     | Título                                  | Tema | Duración |  |
| 1.      | «Hellrider» (Viajero del infierno)      | Valores contraculturales de los moteros. | 3:42     |  |
| 2.      | «Thundergods» (Dioses del trueno)       | Fantasía que hace alusión a los dioses del trueno.                                                                                                   | 3:47     |  |
| 3.      | «Metalizer» (Metalizador)               | Alusión explícita al Heavy Metal. | 4:06     |  |
| 4.      | «Shadows» (Sombras)                     | Los Nazgûl del universo ficticio de El Señor de los Anillos de J. R. R. Tolkien.                                                                     | 3:28     |  |
| 5.      | «Burn Your Crosses» (Quemen sus cruces) | La oposición del Cristianismo al librepensamiento.                                                                                                   | 5:09     |  |
| 6.      | «7734»                                  | Al usar la ortografía de la calculadora el título significa "Hell" (infierno en español). Alude a los soldados en general y a significados sagrados. | 3:41     |  |
| 7.      | «Endless Nights» ("Noches eternas")     | Ritos asociados al Satanismo tradicional. | 4:52     |  |
| 8.      | «Hail to the King» (Salve el rey)       | Alegoría al levantamiento contra la Monarquía feudal.                                                                                                | 3:39     |  |
| 9.      | «Thunderstorm» (Tormenta eléctrica)     | La Mitología nórdica. | 3:08     |  |
| 10.     | «Speeder» (Más rápido)                  | Alusión al motociclismo de velocidad. | 3:45     |  |
| 11.     | «Masters of the World» (Amos del mundo) | Apología al Heavy Metal. | 4:01     |  |
| 12.     | «Jawbreaker» (Rompemandibulas)          | Versionado de Judas Priest. | 3:22     |  |
| 46:40   |                                         | |          |  |

| Pistas adicionales de edición re-armada |                                                                 |          |  |
| N.º                                     | Título                                                          | Duración |  |
| 10.                                     | «Jawbreaker» (Quebrador de fauces)                              | 3:23     |  |
| 11.                                     | «Dream Destroyer» (Destructor de sueños)                        | 3:12     |  |
| 12.                                     | «Panzer Battalion» (Batallón Panzer)                            | 5:01     |  |
| 13.                                     | «Hellrider (Vivo en Västerås 2006)» (Motociclista del infierno) | 4:25     |  |
| 16:01                                   |                                                                 |          |  |

| Disco 2 |                                                |                                                                                  |          |  |
| N.º     | Título                                         | Tema                                                                             | Duración |  |
| 1.      | «Introduction» (Introducción)                  | Prólogo.                                                                         | 0:50     |  |
| 2.      | «Hellrider» (Motociclista del infierno)        | Valores contraculturales de los moteros..                                        | 3:48     |  |
| 3.      | «Endless Nights» (Noches sin fin)              | Ritos asociados al Satanismo tradicional.                                        | 4:49     |  |
| 4.      | «Metalizer» (Metalizador)                      | Alusión explícita al Heavy Metal.                                                | 4:25     |  |
| 5.      | «Burn Your Crosses» (Quemar sus cruces)        | El Renacimiento y su crítica al Cristianismo.                                    | 5:23     |  |
| 6.      | «The Hammer Has Fallen» (El martillo ha caído) | La desesperación de un hombre que se suicida.                                    | 5:50     |  |
| 7.      | «Hail to the King» (Viva el rey)               | Alegoría al levantamiento contra la Monarquía feudal.                            | 4:08     |  |
| 8.      | «Shadows» (Sombras)                            | Los Nazgûl del universo ficticio de El Señor de los Anillos de J. R. R. Tolkien. | 3:33     |  |
| 9.      | «Thunderstorm» (Tormenta eléctrica)            | La Mitología nórdica.                                                            | 3:10     |  |
| 10.     | «Masters of the World» (Maestros del mundo)    | Apología al Heavy Metal.                                                         | 4:00     |  |
| 11.     | «Guten Nacht» (Buenas Noches)                  | Epílogo                                                                          | 1:53     |  |
| 12.     | «Birds of war» (Pájaros de guerra)             | Fantasía sobre ángeles caídos descendiendo del cielo.                            | 4:52     |  |

## Alineación de la banda
- Joakim Brodén - Voz y Teclados
- Rickard Sundén - Guitarra
- Oskar Montelius - Guitarra
- Pär Sundström - Bajo
- Daniel Mullback - Batería

- Datos: Q730632